# Spheniscidite
La spheniscidite è un minerale appartenente al gruppo della leucofosfite, di colore marrone, raro. La sua scoperta risale al 1986, in Antartide, sull'isola Elephant, 800 km a sud di Capo Horn. Questo minerale è formato dall'interazione di soluzioni di fosfato derivate da guano e minerali a cloridici presenti nel suolo nei pressi di popolazioni di pinguini. Prende il nome appunto dal termine latino che indica i pinguini. La spheniscidite ha un indice di radioattività molto basso e difficilmente rilevabile.